# USS LST-912
O USS LST-912 foi um navio de guerra norte-americano da classe LST que operou durante a Segunda Guerra Mundial.